# Osiedle Uczonych
Osiedle Uczonych – osiedle Zielonej Góry,  położone w południowej części miasta. 
Osiedle Uczonych stanowi południową, najmłodszą część Jędrzychowa, jego osią jest ulica Alfreda Nobla, równoległa do ulicy Jędrzychowskiej. Zabudowę stanowią domy jednorodzinne (część północna) i niskie budynki wielorodzinne (część południowa).